# Računalna djelatnost u Hrvatskoj
Početak uporabe računala u Hrvatskoj bio je u početku ograničen na nuklearne institute (rane 1950-te), kasnije, sredinom 50-tih, poraba digitalnih računala opće namjene širi se na statističke zavode, znanstvene ustanove, banke, veća poduzeća i prve računske centre.
Branko Souček je na Institutu Ruđer Bošković osmislio i bio voditelj konstruiranja prvoga digitalnog računala u Hrvatskoj 1959. godine. Kasnije je IRB proizvodio namjenska računala za gospodarstvo.
U to je vrijeme u bivšoj Jugoslaviji bilo instalirano: 1962. godine 30 elektroničkih računala, 1966. godine se njihov broj popeo na 56 računala, a 1968. godine bilo ih je 95.
Računala domaće proizvodnje našla su svoje mjesto u odgojno-obrazovnomu sustavu (Orao), knjižnicama (KAG–A2, kasnije Ivel Ultra), poštama (TIM-100) i vojsci (bespilotne letjelice u Hrvatskoj).

## 8-bitna računala hrvatske proizvodnje
| Naziv računala | Proizvođač                  | Mjesto      | Godina | Napomena |
| -------------- | --------------------------- | ----------- | ------ | -------- |
| Galeb          | P.E.L.                      | Varaždin    |        |          |
| Orao           | P.E.L.                      | Varaždin    |        |          |
| TRS–703        | Tvornica računskih strojeva | Zagreb      |        |          |
| Tamara 2       | Velebit OOUR Informatika    | Zagreb      |        |          |
| M-11           | Infosistem-Tehničar         | Zagreb      |        |          |
| Ivel Ultra     | Ivasim                      | Ivanić-Grad |        |          |
| Ivel Z3        | Ivasim                      | Ivanić-Grad |        |          |
| DB 5300        | Digitron                    | Buje        |        |          |
| TERA 3         | Tehničar/Digitron           | Zagreb      |        |          |
| KAG–A2         | Velebit/Ivasim              | Zagreb      | 1980.  |          |
| KAG-AL-100     | Apple/Velebit               | Zagreb      |        |          |

## Kooperacije s inozemstvom
Inženjerski biro iz Zagreba surađivao je s Bull HN u prodaji, instaliranju, izradbi programa, te održavanju opreme i programa za računalo X-Supertim. Računalo je 1990. godine pripadalo među suvremenija, imalo je mogućnost spajanja do 96 terminala (grafičkih radnih stanica, matričnih pisača), do 8 linijskih uređaja za brzo ispisivanje, do 4 uređaja za pohranu na magnetne trake, rad s diskovima do 4 MB, disketama do 2 MB, kazetama od 60 i 150 MB, te drugim poslužiteljima, osobnim računalima i mrežama (Ethernet, X.25, CROPAK). Računalo X-Supertim bilo je utemeljeno na MC 68020 procesorima i operacijskome sustavu UNIX. Poduzeće Velebit, OOUR Informatika iz Zagreba ostvarivalo je poslovnu suradnju s Apple-om.
| R. br. | Opis              | Mjera      | X-20 | X-25 | X-25S | X-45 | X-45S |
| ------ | ----------------- | ---------- | ---- | ---- | ----- | ---- | ----- |
| 1.     | Procesor MC 68020 | kom        | 1    | 1    | 1     | 2    | 2     |
| 2.     | RAM               | MB         | 4-16 | 4-16 | 4-16  | 8-32 | 8-32  |
| 3.     | Cache memorija    | KB         | 16   | 64   | 64    | 2×64 | 2×64  |
| 4.     | Diskovi           | MB         | 1146 | 1146 | 2292  | 2292 | 4056  |
| 5.     | Ispisivala        | priključak | 4    | 4    | 4     | 8    | 8     |
| 6.     | Videoterminali    | priključak | 32   | 48   | 48    | 96   | 96    |

## Zaključak
Slobodan Ribarić u svojoj knjizi Arhitektura računala pete generacije zaključuje o potrebi usvajanja novih tehnologija preko zajedničkih pothvatâ, koje rabe i razvijene zemlje. Kao ograničavajuće čimbenike vidi kritičnu financijsku masu i kritičnu masu znanja.
Ribarić navodi podatke o dohotku tvrtki Iskra i Elektronska industrija koje su u 1982. zaradile preko milijardu dolara, te se po tom mogu svrstati uz Nixdorf, Xerox i Data General. Iznosi i mišljenje dr. Amalendu B. Bhattacharyya, koji tvrdi da suprotno od uvriježenoga javnog mnijenja da su tehnologija, oprema i izvori prihoda glavne preprjeke u razvoju novih tehnologija, "nedostatak radne snage može biti jedini faktor koji onemogućuje planiranje i ulazak u eru informatičke tehnologije."
Ribarić također navodi da je Iskra Delta imala 1982. godine 730, dok je Data General imao 15.000 ljudi, IBM 278.000, a Nixdorf Computer 2.400 ljudi.